# Strongylura anastomella
Strongylura anastomella je један од 15 врста морских риба рода Стронгилура у породици иглица (Белонидае). Живи у водама сјеверозападног Пацифика од Јапана до Тајвана. Облика је игле, нарасте максимално до једног метра дужине, а може тежити највише један килограм.
S. anastomellu je Басилевски, 1855. класификовао роду Белоне назвавши је B. esocina, а Гратзианов, 1907. роду Тилосурус под именом T. issajewi.